# Ján Mocko
Ján Mocko (26. ledna 1843, Senica – 16. listopadu 1911, Senica) byl slovenský evangelický duchovní, církevní a literární historik.

## Život
Teologii vystudoval v letech 1864–1867 v Bratislavě, Rostocku a v Erlangen. Následně působil tři roky jako vychovatel, roku 1870 byl ordinován k výkonu duchovenské činnosti. Od roku 1874 administroval sbor v Čáčově, kde následně V letech 1876–1904 působil jako farář. V letech 1879–1899 byl konseniorem a v letech 1899–1902 seniorem Nitranského seniorátu. V roce 1901 těžce onemocněl a od roku 1904 žil v Senici.
Byl průkopníkem studia dějin evangelické hymnografie na Slovensku. Byl zakladatelem a členem spolku Tranoscius.
Byl ženat s Oľgou, dcerou Andreje Braxatoria-Sládkoviče; jejich manželství bylo bezdětné. Je pohřben v Senici.

## Dílo
- Život Juru Tranovského, vehlasného cirkevného pevca slovenského, Senica 1891 (digitalizováno Archivováno 10. 8. 2021 na Wayback Machine.)
- Krátka historia o odňatí chrámu evanj. aug. vyzn. myjavského dňa 16. aug. 1731, Ružomberok 1901
- História posvätnej piesne slovenskej a história kancionálu 1.-2., Liptovský Mikuláš 1909-1912
- Eliáš Láni, prvý superintendant cirkve e. a. v. v Uhrách, Liptovský Mikuláš 1902
- Veniec náboženských piesní, Liptovský Mikuláš 1910 (sestavovatel)